# George Edwards (naturalist)
George Edwards (n. 3 aprilie 1694, Greater London, Anglia, Regatul Unit – d. 23 iulie 1773, Greater London, Anglia, Regatul Marii Britanii) a fost un naturalist și ornitolog englez, cunoscut sub numele de „părintele ornitologiei britanice”.  
Edwards s-a născut la Stratford, Essex . În primii ani a călătorit pe scară largă prin Europa continentală, studiind istoria naturală și a câștigat o anumită reputație pentru desenele sale colorate de animale, în special păsări. 

## Bibliotecar pentru Colegiul Regal al Medicilor
În 1733, la recomandarea lui Hans Sloane, a fost numit bibliotecar la Royal College of Physicians din Londra. Sir Hans Sloane, fondatorul Muzeului Britanic, îl angajase pe George Edwards ca pictor de istorie timp de mai mulți ani, iar Edwards a desenat figuri pentru animale în miniatură. Edwards vizita Sloane o dată pe săptămână pentru a împărtăși știrile. Sloane a urmărit cheltuielile lui Edwards și l-a rambursat anual. Edwards a servit ca bibliotecar al Colegiului timp de treizeci și șase de ani. El a fost ales Fellow of the Royal Society și al London Society of Antiquaries și a fost recompensat cu Medalia Copley .  

## Eponimele
Diadophis punctatus edwardsii, o subspecie a șarpelui nord-american, este numită în onoarea lui George Edwards.  

## Lucrări
- Edwards, George (1743). A Natural History of Uncommon Birds (Part I to IV). London: Printed for the author at the College of Physicians.
- Edwards, George (1758). Gleanings of Natural History. Part I. London: Printed for author at the Royal College of Physicians.
- Edwards, George (1760). Gleanings of Natural History. Part II. London: Printed for author at the Royal College of Physicians.
- Edwards, George (1764). Gleanings of Natural History. Part III. London: Printed for author at the Royal College of Physicians.
- Edwards, George (1770). Essays upon Natural History, and other miscellaneous subjects. London: Printed for J. Robson.
- Edwards, George (1776). Elements of Fossilogy. London: Printed by B. White.